# Gaël (Vorname)
Gaël (auch Gael) [ga.ɛl] ist ein überwiegend männlicher Vorname.

## Herkunft und Bedeutung
Für den Namen Gaël werden verschiedene Herleitungen diskutiert. Einerseits handelt es sich um eine der französischen Orthographie folgenden Variante des bretonischen Namens Gael, der sich vermutlich gleichlautenden vom ethnolinguistischen Terminus ableitet und einen gälisch sprechenden Menschen bezeichnet. Darüber hinaus handelt es sich um eine bretonische Kurzform des Namens Judikaël, der sich aus den altbretonischen Elementen iud „Anführer“, „Häuptling“, „Herr“ und hael „großzügig“ zusammensetzt, oder um eine bretonische Kurzform des Namens Gwenhael, der sich aus den bretonischen Elementen gwenn „weiß“, „blond“, „gesegnet“ und hael „großzügig“ zusammensetzt. Im Roman „Die Tage ohne dich“ von Elvira Sastre wird er als spanische Koseform von Gabriel verwendet.
Beim weiblichen Vornamen Gael handelt es sich um eine alternative Schreibweise von Gail.

## Verbreitung
In Frankreich stieg der Name zunächst in der Schreibweise Gael ab den 1940er Jahren in den Vornamenscharts auf. Im Jahr 1965 erreichte er Rang 200, um acht Jahre später erstmals in die Top-100 der Vornamenscharts aufzusteigen. In den 1970er und 1980er Jahren etablierte er sich um Rang 100. Deutlich seltener wurde die Schreibweise Gaël verwendet. Nachdem die Popularität des Namens Gael ab den 1990er Jahren leicht sank und die Variante Gaël zeitweise völlig aus den Hitlisten verschwand, wurde Gael im Jahr 2011 von der Schreibweise Gaël abgelöst und hält sich seitdem in den vorderen 200er-Rängen der Vornamenscharts.
In den USA wird der Männername Gael seit den 2000er Jahren vergeben, ist jedoch erst seit den 2010er Jahren geläufig. Im Jahr 2022 belegte er Rang 104 in den Vornamenscharts und erreichte damit seine bislang höchste Platzierung.
In Spanien zählt der Name Gael seit 2011 zu den 100 meistgewählten Jungennamen. Im Jahr 2020 erreichte er mit Rang 28 erstmals die Top-30, sank jedoch im darauffolgenden Jahr auf Rang 30. Besonders beliebt ist er in Galicien, wo er seit 2018 zur Top-10 gehört und zuletzt Rang 9 der Hitliste belegte (Stand 2021). Auch in Katalonien wird er häufig vergeben, wo er im Jahr 2021 auf Rang 19 platzierte.
Auch in Mexiko zählt Gael zu den meistvergebenen Jungennamen. Im Jahr 2021 belegte er Rang 8 der Hitliste. In Chile stieg der Name im Jahr 2016 in die Top-100 der Vornamenscharts auf und erreichte im Jahr 2021 Rang 31.
In Brasilien war Gael im Jahr 2022 der dritthäufigste Jungenname.
In Deutschland wird der Name Gael ausgesprochen selten vergeben. Zwischen 2010 und 2022 wurde er nur etwa 70 Mal als Vorname gewählt.

## Varianten
Neben der Schreibweise Gaël existieren auch die Variante ohne Trema Gael sowie die weiblichen Formen Gaëlle und Gaelle.
Zur Langform Gwenhael existieren die Varianten Gwenael und Gwenaël sowie die Kurzform Naël und Nael, daneben auch die weiblichen Varianten Gwenaelle und Gwenaëlle.
Zur Langform Judikaël finden sich folgende Varianten:
- Bretonisch: Judicaël, Yezekael
  - Mittelalterlich: Iudicael
- Französisch: Judicaël
- Walisisch: Ithel
  - Altwalisisch: Iudhail

## Namensträger

### Männliche Namensträger
- Gaël Andonian (* 1995), französischer Fußballspieler
- Gaël Angoula (* 1982), französisch-kamerunischer Fußballspieler und Fußballschiedsrichter
- Gaël Le Bellec (* 1988), französischer Radrennfahrer
- Gaël Bigirimana (* 1993), englisch-burundischer Fußballspieler
- Gaël Blondeau (* 2000), französischer Nordischer Kombinierer
- Gaël Clichy (* 1985), französischer Fußballspieler
- Gaël Duhayindavyi (* 1990), burundischer Fußballspieler
- Gaël Faye (* 1982), französischer Schriftsteller und Sänger
- Gaël Fickou (* 1994), französischer Rugby-Union-Spieler
- Gael García Bernal (* 1978), mexikanischer Schauspieler
- Gaël Giraudeau (* 1982), französischer Schauspieler und Spieleentwickler
- Gaël Givet (* 1981), französischer Fußballspieler
- Gaël Horellou (* 1975), französischer Jazzmusiker (Alt-, Sopran- und Baritonsaxophon, Komposition)
- Gaël Kakuta (* 1991), französisch-kongolesischer Fußballspieler
- Gaël Lesoudier (* 1970), französischer Autorennfahrer
- Gaël Malacarne (* 1986), französischer Straßenradrennfahrer
- Gaël Monfils (* 1986), französischer Tennisspieler
- Gaël Monthurel (* 1966), französischer Handballtrainer und ehemaliger -spieler
- Gaël Morel (* 1972), französischer Schauspieler und Regisseur
- Gaël N’Lundulu (* 1992), französischer Fußballspieler
- Gaël Ondoua (* 1995), kamerunisch-russischer Fußballspieler
- Gaël Poirée (* 1978), französischer Biathlet
- Gaël Suter (* 1992), Schweizer Radrennfahrer
- Gaël Touya (* 1973), französischer Säbelfechter
- Gaël Varoquaux (* 1981), französischer Quantenphysiker

### Weibliche Namensträgerin
- Gael Martin (* 1956), australische Kugelstoßerin und Diskuswerferin